# Nothobranchius geminus
Nothobranchius geminus — вид коропозубоподібних риб родини Нотобранхові (Nothobranchiidae).

## Поширення
Вид є ендеміком Танзанії, де мешкає у прісних болотах на невеликій ділянці басейну річки Кіломберо. Полюбляє сезонні каламутні водойми.

## Опис
Рибка сягає завдовжки до 3,2 см.